# 夏季奧林匹克運動會運動攀登比賽
競爭攀岩在2020年東京奧運會上首次亮相，由國際運動攀登總會（IFSC）管理。

## 爭取納入
在2015年，國際運動攀登總會提出將攀岩列入夏季奧運會的提議。隨後於2015年9月，運動攀登與棒球、壘球、空手道、衝浪和滑板一同被考慮納入2020年夏季奧運會，最後於2016年8月3日，所有五項運動（將棒球和壘球視為一項運動）獲批准納入2020年夏季奧運會正式比賽項目。

## 比賽形式
在2020年東京奧運會上設有兩個攀岩比賽項目：男子全能賽和女子全能賽。比賽形式結合了三個比賽攀岩項目：速度攀登、難度攀登和抱石，這個決定在攀岩界中引起廣泛批評。IFSC成員解釋在2020年奧運會只授予每個性別一枚金牌並不希望排除速度攀登。IFSC在2020年奧運會的目標是將攀岩三個比賽項目建立為奧運小項。在2024年夏季奧運會中，速度攀登成為獨立項目，與難度攀岩和抱石分開。

## 獎牌得主

### 男子全能賽
| 届数       | 金牌                                   | 银牌                          | 铜牌                        |
| 2020年東京 | 阿爾貝托·吉內斯·洛佩斯 · 西班牙（ESP） | 納撒尼爾·科爾曼 · 美国（USA） | 雅各·舒伯特 · 奥地利（AUT） |
| 2024年巴黎 | 托比·罗伯茨 · 英国（GBR）              | 安乐宙斗 · 日本（JPN）        | 雅各·舒伯特 · 奥地利（AUT） |

### 男子速度賽
| 届数       | 金牌                                  | 银牌               | 铜牌                    |
| 2024年巴黎 | 韦德里克·莱昂纳多 · 印度尼西亚（INA） | 伍鹏 · 中国（CHN） | 萨姆·沃森 · 美国（USA） |

### 女子全能賽
| 届数       | 金牌                              | 银牌                        | 铜牌                          |
| 2020年東京 | 揚佳·甘布雷特 · 斯洛文尼亚（SLO） | 野中生萌 · 日本（JPN）      | 野口啓代 · 日本（JPN）        |
| 2024年巴黎 | 揚佳·甘布雷特 · 斯洛文尼亚（SLO） | 布魯克·拉布圖 · 美国（USA） | 潔西卡·皮爾茲 · 奥地利（AUT） |

### 女子速度賽
| 届数       | 金牌                                | 银牌                 | 铜牌                              |
| 2024年巴黎 | 亚历山德拉·米罗斯瓦夫 · 波兰（POL） | 鄧麗娟 · 中国（CHN） | 亚历山德拉·卡武茨卡 · 波兰（POL） |

## 獎牌榜
以下獎牌榜是統計在歷屆奧運會運動攀登比賽（2020年－2024年）獲得過獎牌的國家及地區。
資料來源：

| 排名                     | 国家 / 地区              | 金牌 | 銀牌 | 銅牌 | 总计 |
| ------------------------ | ------------------------ | ---- | ---- | ---- | ---- |
| 1                        | 斯洛文尼亚（SLO）        | 2    | 0    | 0    | 2    |
| 2                        | 西班牙（ESP）            | 1    | 0    | 0    | 1    |
| 2                        | 英国（GBR）              | 1    | 0    | 0    | 1    |
| 2                        | 印度尼西亚（INA）        | 1    | 0    | 0    | 1    |
| 2                        | 波兰（POL）              | 1    | 0    | 0    | 1    |
| 6                        | 日本（JPN）              | 0    | 2    | 1    | 3    |
| 6                        | 美国（USA）              | 0    | 2    | 1    | 3    |
| 8                        | 中国（CHN）              | 0    | 2    | 0    | 2    |
| 9                        | 奥地利（AUT）            | 0    | 0    | 3    | 3    |
| 总计（共9个国家 / 地区） | 总计（共9个国家 / 地区） | 6    | 6    | 5    | 17   |

## 外部連結
- 國際奧林匹克委員會 - 國際運動攀登總會
- 國際運動攀登總會 （页面存档备份，存于）